# Pseudophilautus nanus
Espèce
Synonymes
- Polypedates nanus Günther, 1869 "1868"
- Philautus nanus (Günther, 1869)

Statut de conservation UICN

 EX  : Éteint
Pseudophilautus nanus est une espèce éteinte d'amphibiens de la famille des Rhacophoridae.

## Répartition
Elle était endémique du Sri Lanka,.

## Description
Cette espèce n'est connue que par son lectotype, un mâle adulte mesurant 34,8 mm.

## Publication originale
- Günther, 1869 "1868" : First account of species of tailless batrachians added to the collection of the British Museum. Proceedings of the Zoological Society of London, vol. 1868, p. 478-490 (texte intégral).